# Flagge der Amerikanischen Jungferninseln
Die Flagge der  Amerikanischen Jungferninseln wurde am 17. Mai 1921 angenommen. Das Seitenverhältnis beträgt 2:3. Auf einer weißen Grundfläche ist ein gelber Weißkopfseeadler, das Wappentier der USA dargestellt, der auf seiner Brust den Wappenschild der USA trägt. In der linken Klaue hält der Adler einen Lorbeerzweig, in der rechten Klaue drei Pfeile, die für die Hauptinseln stehen. Links und rechts wird der Adler von den Buchstaben V und I flankiert, die für den einheimischen Namen Virgin Islands stehen.